# Heinrich Felix Schmid
Heinrich Felix Schmid, né le 14 août 1896 à Grünewald près de Berlin, et mort le 6 février 1963 à Vienne, est un historien du droit autrichien, slaviste, professeur, docteur en sciences historiques.

## Biographie

### Jeunesse et formation
Son père est avocat et commis aux archives à Munich. À partir de 1902, la famille voyage beaucoup à travers l'Allemagne, la France, l'Italie et la Suisse, ce qui a une influence culturelle positive sur l'enfance de Schmid. Pendant deux hivers, il fréquente l'école allemande de Rome, sinon ce sont ses parents qui lui prodiguent les enseignements. Dès l'enfance, il parle italien et français ainsi que sa langue maternelle, il connait bien le latin et apprend le russe. Il montre un grand intérêt pour les langues slaves, en particulier le russe et le bulgare.
Après la mort de son père, Heinrich Felix Schmid et sa mère s'installent à Wiesbaden en Hesse, où il étudie au collège et rêve de poursuivre ses études en théologie. En 1914, Schmidt est diplômé du gymnasium de Wiesbaden.
Pendant la Première Guerre mondiale, il se porte volontaire et combat en France, en Bulgarie, en Serbie et en Biélorussie. Schmidt est blessé trois fois. Ses missions en Europe de l'Est et dans les Balkans, où il a l'occasion d'en apprendre davantage sur ces pays, et sa connaissance des langues, lui facilitent la communication avec la population locale.
Après la guerre, il étudie le droit à l’Université de Leipzig, où vit sa fiancée Herta Schulte. En plus d'étudier le droit, Schmidt assiste à des conférences de philologie slave, d'abord à Leipzig avec Matthias Murko et Max Vasmer, il réussit à passer son diplôme en russe en 1921. En mars 1922, il obtient son doctorat et, à l'automne de l'année suivante, il s'installe dans la ville autrichienne de Graz. Il suit ensuite Vasmer à l'Université de Berlin, où il étudie également l'histoire juridique de l' église avec Ulrich Stutz (de). La même année, il épouse sa fiancée.

### Carrière
Toujours en 1922, il occupe un poste d'assistant à l'Institut canonique de l'Université de Berlin, où il travaille en étroite collaboration avec Ulrich Stutz.
Entre 1923 et 1938, puis de 1945 à 1948, il est professeur de philologie slave à l'Université de Graz.
À Graz, Schmid se retrouve professionnellement dans une impasse, son espoir de devenir professeur dans les années 1932/1933, à Berlin, ne se réalise pas. En effet, ses positions hostiles au rattachement de l'Autriche au III° Reich allemand lui valent, à partir de 1938, l’hostilité du NSDAP(Parti national-socialiste des travailleurs allemands). Il est brièvement arrêté, puis retiré de l'enseignement, et finalement contraint d’accepter une retraite anticipée.
Pendant la Seconde Guerre mondiale, Schmid sert comme officier dans l'armée de l'air en Norvège, en Slovaquie et en Ukraine sur le front oriental russe.
Les appréciations que portent sur lui ses supérieurs sont excellentes, bien qu’ils le jugent un peu trop idéaliste et se souciant trop de ses subordonnés…
Son caractère humaniste soulage parfois ses subordonnés ou même ses prisonniers des rigueurs du conflit. Deux anecdotes en témoignent :
1. Au printemps 1942, Richard Wadani fut muté, par l'état-major général de la Force aérienne 4, pour sa connaissance des langues slaves, dans la Division 1C qui était chargée de la collecte de renseignements militaires sur l’ennemi. Elle était dirigée par Heinrich Felix Schmid. Son unité était principalement chargée d’interroger les pilotes soviétiques abattus. Un militaire de la Wehrmacht, Richard Wadani, souligne que « le traitement des prisonniers de guerre était globalement bon, probablement grâce à l'attitude compatissante de notre chef slavophile. Mais, ajoute-t-il, le traitement n’était clément que durant la période pendant laquelle les prisonniers restaient dans notre unité, après… Cependant, nous avons toujours essayé de les garder le plus longtemps possible ». Richard Wadani était un adversaire acharné du régime national-socialiste. Il avait cependant une confiance absolue en son chef hiérarchique, Schmid, jusqu’à ce qu’ils soient séparés à l’automne 1944. Schmid l’a protégé plus d’une fois face à l’acharnement de certains fanatiques de l’armée allemande[2].
2. Une jeune femme, Hatidshe Kantakuzin, Tatare de Crimée, s’engage, dès les premiers instants du conflit, entre l’Allemagne et l’URSS, dans les services de renseignement de l’Armée rouge. Elle est parachutée en 1942 dans la zone occupée par les Allemands avec deux hommes près de son village natal. Les trois agents de renseignements et les quatre « réceptionnistes » locaux sont arrêtés et internés dans la prison de Simferopol. Les sept agents sont condamnés à la peine de mort pour espionnage. Une commission d’enquête venue d’Allemagne et présidée par le Capitaine Heinrich Felix Schmid confirme les peines. Cependant, ce spécialiste de l’histoire byzantine reconnaît en Hatidshe une descendante de la famille byzantine Cantacuzène[3]. Il lui sauve la vie en parvenant à faire commuer sa peine de mort en « perpétuité ». Le Capitaine l’emmène à Neuern / Nỳrsko (Tchéquie), où Hatidshe est confiée à l’Armée de Vlassov, la ROA[4].

En mai 1945, Heinrich Felix Schmid est capturé par les armées américaines. Il est rapidement libéré début juin, et réhabilité le 1er octobre. Dès l’hiver 1945-1946, il retrouve sa chaire d'histoire de l'Europe de l'Est à l'Université de Graz.
Le 26 février 1948, il est nommé professeur de linguistique slave et d'histoire de l'Europe de l'Est à l'Université de Vienne et dirige le Séminaire de Vienne sur l'histoire de l'Europe de l'Est.
En 1957, le séminaire célèbre son 50e anniversaire en tant qu'institut d'histoire de l'Europe de l'Est et de recherche du Sud-Est.
Schmid est directeur de l'Institut d'histoire de l'Europe de l'Est et de la recherche du Sud-Est à l'Université de Vienne de 1948 à 1963, président de la commission internationale des sciences historiques (1955-1963) et doyen de la Faculté de philosophie de l'Université de Graz de 1931 à 1932 et de 1947 à 1948.
Parallèlement à ses conférences sur la philologie slave et l'histoire du droit, il donne également des cours sur l'histoire de la Russie, de l’Ukraine, de la Pologne, de la Bohème, de la Hongrie de la Roumanie et d'autres pays slaves du Sud.
Après une courte maladie, il meurt à Vienne en 1963.

## Œuvres
- (de) Das Recht der Gründung und Ausstattung von Kirchen im kolonialen Teile der Magdeburger Kirchenprovinz während des Mittelalters, Weimar, Hermann Böhlaus Nachf, 1922,
- (de) Zur Frage der Nomokanonübersetzung des Methodius [...]. Inauguraldissertation, Leipzig, Universität Leipzig., 1922,
- (de) co-écrit avec Reinhold Trautmann, Wesen und Aufgaben der deutschen Slavistik. Ein Programm, Leipzig, Haessel, 1927,
- (de) Die Entstehung des kirchlichen Zehntrechts auf slavischem Boden., Lwów, Pierwsza Zwia̜skowa drukarnia, 1930,
- (de) Die rechtlichen Grundlagen der Pfarrorganisation auf westslavischem Boden und ihre Entwicklung während des Mittelalters, Vienne (Autriche), Böhlau., 1938,